# Diocesi di Aveiro

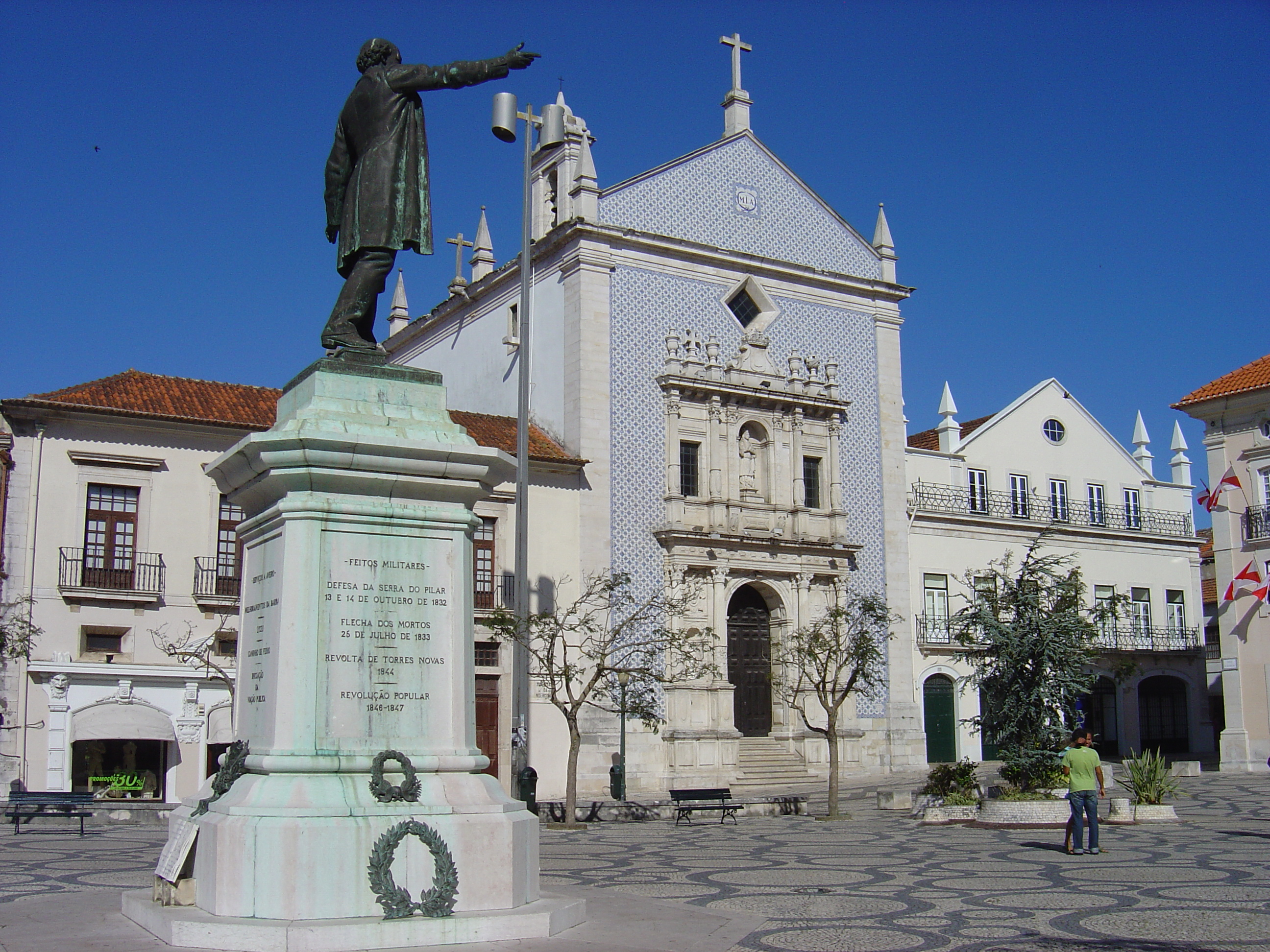
La chiesa della Misericordia di Aveiro, prima cattedrale della diocesi dal 1774 al 1830.

La diocesi di Aveiro (in latino Dioecesis Aveirensis) è una sede della Chiesa cattolica in Portogallo suffraganea dell'arcidiocesi di Braga. Nel 2022 contava 272.300 battezzati su 320.300 abitanti. È retta dal vescovo António Manuel Moiteiro Ramos.

## Territorio
La diocesi comprende 10 comuni (concelhos) del distretto di Aveiro: Murtosa, Estarreja, Albergaria-a-Velha, Sever do Vouga, Ílhavo, Aveiro, Águeda, Vagos, Oliveira do Bairro e Anadia.
Sede vescovile è la città di Aveiro, dove si trova la cattedrale di San Domenico.
Il territorio si estende su 1.537 km² ed è suddiviso in 101 parrocchie, raggruppate in 10 arcipresbiterati, corrispondenti ai 10 comuni del distretto.

## Storia
La diocesi fu eretta il 12 aprile 1774 con la bolla Militantis ecclesiae di papa Clemente XIV, su richiesta del re Giuseppe I del Portogallo del 28 settembre precedente, che chiedeva di ridurre la "disforme estensione" della diocesi di Coimbra, sottraendole la comarca di Esgueira, comprensiva di 73 centri abitati ed un totale di circa 75.000 abitanti. Fu eretta a cattedrale della nuova diocesi la chiesa della Misericordia, sostituita dalla chiesa di san Bernardino nel 1830.
Furono tre i vescovi nominati per questa sede: António Freire Gameiro de Sousa, che organizzò la diocesi tramite lettere pastorali e visite pastorali, e fondò il seminario; António José Cordeiro, che dovette far fronte, durante il suo episcopato, all'invasione napoleonica; Manuel Pacheco de Resende, che visse gli anni difficili dei primi scontri sociali e del passaggio dall'ancien régime all'età liberale.
Dopo il 1837 la diocesi rimase vacante e il 1º aprile 1845, con il breve Cum episcopatus di papa Gregorio XVI,  fu data in amministrazione apostolica agli arcivescovi di Braga. Da questo momento, non fu più possibile una intesa tra Santa Sede e governo portoghese per la nomina di un vescovo per Aveiro, che fu perciò governata da vicari generali nominati dagli arcivescovi di Braga.
Il 30 settembre 1881 la diocesi fu soppressa con la bolla Gravissimum Christi di papa Leone XIII e il suo territorio venne scorporato fra le diocesi di Coimbra, di Porto e di Viseu.
La diocesi è stata ristabilita il 24 agosto 1938 con la bolla Omnium ecclesiarum di papa Pio XI, ricavandone il territorio dalle medesime diocesi: i comuni di Águeda, Anadia, Aveiro, Ílhavo, Oliveira do Bairro e Vagos dalla diocesi di Coimbra; i comuni di Albergaria-a-Velha, Estarreja e Murtosa dalla diocesi di Porto; e il comune di Sever do Vouga dalla diocesi di Viseu.
Con il breve Sanctitatis flos del 5 gennaio 1965, papa Paolo VI dichiarò Giovanna del Portogallo patrona della diocesi.

## Cronotassi dei vescovi
Si omettono i periodi di sede vacante non superiori ai 2 anni o non storicamente accertati.
- António Freire Gameiro de Sousa † (18 aprile 1774 - prima del 13 novembre 1799 deceduto)
- António José Cordeiro † (20 luglio 1801 - 17 luglio 1813 deceduto)
- Manuel Pacheco de Resende † (19 novembre 1815 - 27 marzo 1837 deceduto)
  - Sede vacante (1837-1881)
  - Sede soppressa (1881-1938)
  - João Evangelista de Lima Vidal † (11 novembre 1938 - 16 gennaio 1940 nominato vescovo) (amministratore apostolico)
- João Evangelista de Lima Vidal † (16 gennaio 1940 - 5 gennaio 1958 deceduto)
- Domingos da Apresentação Fernandes † (11 agosto 1958 - 21 gennaio 1962 deceduto)
- Manuel d'Almeida Trindade † (16 settembre 1962 - 20 gennaio 1988 dimesso)
- António Baltasar Marcelino † (20 gennaio 1988 succeduto - 21 settembre 2006 ritirato)
- António Francisco dos Santos † (21 settembre 2006 - 21 febbraio 2014 nominato vescovo di Porto)
- António Manuel Moiteiro Ramos, dal 4 luglio 2014

## Statistiche
La diocesi nel 2022 su una popolazione di 320.300 persone contava 272.300 battezzati, corrispondenti all'85,0% del totale.
| anno | popolazione | popolazione | popolazione | presbiteri | presbiteri | presbiteri | presbiteri                | diaconi | religiosi | religiosi | parrocchie |
| anno | battezzati  | totale      | %           | numero     | secolari   | regolari   | battezzati per presbitero | diaconi | uomini    | donne     | parrocchie |
| ---- | ----------- | ----------- | ----------- | ---------- | ---------- | ---------- | ------------------------- | ------- | --------- | --------- | ---------- |
| 1950 | 200.000     | 205.000     | 97,6        | 150        | 135        | 15         | 1.333                     |         | 15        | 99        | 86         |
| 1959 | 218.000     | 225.863     | 96,5        | 164        | 152        | 12         | 1.329                     |         | 15        | 159       | 91         |
| 1970 | 234.689     | 242.489     | 96,8        | 155        | 144        | 11         | 1.514                     |         | 17        | 194       | 95         |
| 1980 | 242.000     | 255.000     | 94,9        | 146        | 130        | 16         | 1.657                     |         | 25        | 172       | 95         |
| 1990 | 261.500     | 310.900     | 84,1        | 137        | 121        | 16         | 1.908                     | 9       | 27        | 160       | 99         |
| 1999 | 270.000     | 282.295     | 95,6        | 128        | 112        | 16         | 2.109                     | 17      | 31        | 171       | 101        |
| 2000 | 270.000     | 282.295     | 95,6        | 128        | 112        | 16         | 2.109                     | 24      | 31        | 163       | 101        |
| 2001 | 270.000     | 282.295     | 95,6        | 127        | 110        | 17         | 2.125                     | 24      | 29        | 154       | 101        |
| 2002 | 270.000     | 309.495     | 87,2        | 123        | 109        | 14         | 2.195                     | 24      | 24        | 155       | 101        |
| 2003 | 270.000     | 309.495     | 87,2        | 116        | 103        | 13         | 2.327                     | 24      | 15        | 154       | 101        |
| 2004 | 270.000     | 309.495     | 87,2        | 110        | 97         | 13         | 2.454                     | 28      | 18        | 162       | 101        |
| 2006 | 271.000     | 310.700     | 87,2        | 106        | 94         | 12         | 2.556                     | 28      | 24        | 157       | 101        |
| 2012 | 274.400     | 314.800     | 87,2        | 97         | 81         | 16         | 2.828                     | 34      | 17        | 161       | 101        |
| 2015 | 271.800     | 312.000     | 87,1        | 106        | 85         | 21         | 2.564                     | 39      | 21        | 151       | 101        |
| 2018 | 267.000     | 320.225     | 83,4        | 100        | 81         | 19         | 2.670                     | 37      | 20        | 139       | 101        |
| 2020 | 266.600     | 319.780     | 83,4        | 97         | 78         | 19         | 2.748                     | 37      | 20        | 139       | 101        |
| 2022 | 272.300     | 320.300     | 85,0        | 87         | 69         | 18         | 3.129                     | 31      | 20        | 70        | 101        |